# 城崎陽子
城﨑 陽子（しろさき　ようこ、1962年11月18日 - 2019年5月28日）は、日本の国文学者。

## 人物
岡山県岡山市生まれ。1985年、國學院大學文学部文学科卒業。1990年同大学院博士課程後期満期退学。2004年「万葉集の編纂と享受の研究」で博士（文学）の学位を取得。國學院大學兼任講師などを経て、獨協大学特任教授。夫は志水義夫で、本姓・志水。  
江戸から続く富士講・丸藤宮元講の副講元を務めていた。
2019年5月28日、死去。

## 著書
- 『万葉集の編纂と享受の研究』おうふう、2004年。ISBN 4273033313
- 『近世国学と万葉集研究』おうふう、2009年。ISBN 9784273035280
- 『万葉集を訓んだ人々：「万葉文化学」のこころみ』新典社〈新典社新書49〉、2010年。ISBN 9784787961495
- 『富士に祈る』ふこく出版、2017年。

### 共著
- 『上代文学への招待』志水義夫共著、ぺりかん社、1994年。ISBN 4831506443
- 『文学研究の思想：儒学、神道そして国学』田尻祐一郎・西岡和彦・山下久夫・志水義夫共著、東海大学出版部〈東海大学文学部叢書〉、2014年。ISBN 9784486020271
- 『万葉集編纂構想論』市瀬雅之・村瀬憲夫共著、笠間書院、2014年。ISBN 9784305707253
- 『萬葉写本学入門』小川靖彦編、田中大士・新谷秀夫・景井詳雅ほか共同執筆、笠間書院、2016年。ISBN 9784305708120
- 『くずし字で読む百人一首一夕話』大内瑞恵・佐藤瞳・渡部修、武蔵野書院、2018年。ISBN 9784838606528

## 論文
- Cinii